# Piraquara
Piraquara è un comune del Brasile nello Stato del Paraná, parte della mesoregione Metropolitana de Curitiba e della microregione di Curitiba.
Venne fondato il 29 gennaio 1890.